# Jean d'Albon de Saint-André
Pour les articles homonymes, voir Famille d'Albon (Lyonnais) et Albon (homonymie).
Jean d'Albon de Saint-André, né en 1472 et mort le 28 décembre 1549 à Lyon, membre d'une famille noble du Lyonnais, est un officier et haut fonctionnaire au service des rois de France de Charles VIII à Henri II. 
Responsable de l'éducation du dauphin Henri sous le règne de François Ier, il est nommé gouverneur de Lyon en 1539.

## Biographie
Il nait sous le règne de Louis XI, dont les successeurs sont Charles VIII (1483-1498), avec une période de régence de sa sœur Anne de France (dite « Anne de Beaujeu ») ; Louis XII (1498-1515) ; François Ier (1515-1547) ; Henri II (1547-1559).

### Origines familiales
Il est issu de la branche roannaise de la famille d'Albon.
Il est le fils de Guichard d'Albon de Saint-André (1438-1502), gouverneur du Roannais, chambellan de Louis XII. La seigneurie de Saint-André était localisée à Saint-André-d'Apchon (actuel département de la Loire), village situé à 5 km à l'ouest de Roanne. 
Sa mère est Anne, fille d'Antoine Ier de Saint-Nectaire.

### Sous le règne de Charles VIII (1483-1498)
Il se tourne vers le métier des armes après avoir hésité à entrer dans l'Église. 
Il se bat aux ordre du roi de France en Italie (première guerre d'Italie), en Espagne et en Picardie.[Quand ?]

### Sous le règne de Louis XII (1498-1515)
En 1502, le duc Charles III de Bourbon (le connétable) le nomme gouverneur du Roannais. 
Il devient ensuite chambellan d'Anne de France (fille de Louis XI, régente au début du règne de Charles VIII), puis en 1512, du roi Louis XII.
Il épouse alors Charlotte de la Roche, une riche héritière qui lui apporte le château de Tournoël en Auvergne. 
Il est ensuite nommé bailli du Beaujolais et sénéchal de Mâcon. 

### Sous le règne de François Ier (1515-1547)
François Ier, après l'avoir fait lieutenant de Guyenne, puis gouverneur de Saint-Quentin, le nomme gentilhomme de sa chambre en 1523. 
Jean d'Albon n'est pas compromis au moment de la trahison du connétable de Bourbon, son ancien protecteur (qui passe au service de Charles Quint en 1523, en pleine guerre d'Italie), de sorte que Louise de Savoie (mère du roi) le confirme dans ses charges. La sixième guerre d'Italie (1521-1525) s'achève par le désastre de Pavie et par le traité de Madrid. La septième guerre d'Italie (1527-1529) rétablit l'équilibre avec le traité de Cambrai (1529). 
En mars 1530, il prend part à l'ambassade conduite par Anne de Montmorency afin d'échanger les deux fils de François Ier, détenus en otage en Espagne depuis (1526), contre la rançon demandée par Charles Quint. En récompense, François Ier le nomme gouverneur de son fils Henri (futur Henri II) qu'il va élever avec son fils Jacques, ce qui est l'origine d'une solide amitié entre les deux enfants, et fait la fortune de la famille d'Albon. Aussi en 1530, Jean d'Albon est fait chevalier de l'ordre de Saint-Michel. 
Promu sénéchal de Lyon, puis en 1539, gouverneur de Lyon, il cumule toutes ses charges et s'en occupe consciencieusement, ce qui lui garantit la reconnaissance royale. 

### Dernières années sous le règne d'Henri II
Henri de Valois, devenu roi, en fait un de ses favori jusqu'à sa mort en 1549.

## Mariage et descendance
On lui connait au moins deux enfants :
- Jacques d'Albon de Saint-André, né vers 1512 et qui prend sa charge de gouverneur de Lyon à sa mort, maréchal de France
- Marguerite d'Albon de Saint-André